# El Franco
El Franco är en ort i Spanien.   Den ligger i provinsen Province of Asturias och regionen Asturien, i den nordvästra delen av landet, 400 km nordväst om huvudstaden Madrid. El Franco ligger 54 meter över havet och antalet invånare är 4 071.
Terrängen runt El Franco är kuperad åt sydost, men åt nordväst är den platt. Havet är nära El Franco norrut. Runt El Franco är det ganska glesbefolkat, med 50 invånare per kvadratkilometer. Närmaste större samhälle är Figueras, 12,9 km väster om El Franco. 